# Мале Пизаково
Мале Пиза́ково (рос. Малое Пызаково, марій. Изи Пызак) — присілок у складі Новотор'яльського району Марій Ел, Росія. Входить до складу Чуксолинського сільського поселення.

## Населення
Населення — 16 осіб (2010; 15 у 2002).
Національний склад (станом на 2002 рік):
- марійці — 100 %